# Римска баня (Баня)
Римската баня, известна и като Старата българска баня, е турска обществена баня, построена в XVI – XVII век. Намира се в село Баня, област Благоевград, България.

## История и архитектура
Банята е построена вероятно в XVI – XVII век и има характерен клетъчен градеж. Изградена е в типичен римски стил с редуване на каменен ред с няколко реда плоски печени тухли. Постройката е сводеста и има малки отвори на свода, с ниши и светилници и комин до входа. Банята има хипокаустна система за отопление. В стените има ниши, в които все още са запазени закачалките за дрехи. Басейнът е със запазена оригинална настилка, а коритата са новоизградени от мрамор. До 1907 година, когато е изградена пристройка със съблекалня, в банята се е влизало директно от улицата. При каптирането на водата в банята са открити римски монети.
Над входа има двуезичен надпис на османски турски и на български даващ годината 1148 от Хиджра или 1735/1736 от Христа и името на дарителя – Хаджи Захо.